# Fama (Mali)
Fama é uma comuna rural do sul do Mali da circunscrição de Sicasso e região de Sicasso. Segundo censo de 1998, havia 7 136 residentes, enquanto segundo o de 2009, havia 7 960. A comuna inclui 6 vilas.

## História
Durante o reinado do fama Tiebá Traoré (r. 1866–1893) do Reino de Quenedugu, fama era controlada por seu irmão Caramoco Traoré.